# Ray Dalton
Ray Dalton (* 10. Mai 1990 in San Bernardino, Kalifornien) ist ein US-amerikanischer Sänger.

## Biografie
Dalton wuchs als Sohn eines afro-amerikanischen Vaters und einer mexikanisch-amerikanischen Mutter in Kalifornien und später in Seattle auf. Dort trat er mit sechs Jahren einem Kinderchor bei. Später sang er in mehreren Schulchören, bevor er sich dem national bekannten Total Experience Gospel Choir anschloss, mit dem er weltweite Reisen unternahm.
Dalton nahm seine ersten Songs mit SuperFire und Sol, welche beide Künstler aus Seattle sind, auf. Durch die Zusammenarbeit mit Letzterem wurde der US-amerikanische Musiker Ryan Lewis auf Dalton aufmerksam. Lewis, der als Teil des Hip-Hop-Duos Macklemore & Ryan Lewis bekannt ist, nahm Kontakt mit ihm auf, und schon bald begann die Zusammenarbeit des Duos mit Dalton. Der erste Song, an dem das Trio zusammen arbeitete, war Wings im Jahr 2011. Zwei Jahre später erreichten die drei große Bekanntheit durch die Single Can’t Hold Us, die weltweite Charterfolge erzielte. 2015 arbeitete Dalton mit dem norwegischen Duo Madcon an dem Song Don’t Worry mit, der unter anderem in Norwegen und Deutschland Top-5-Platzierungen erreichte.
Nach den Erfolgen als Gastinterpret begann Dalton auch selbst Songs zu produzieren. Seine erste Solo-Single If You Fall brachte er schließlich 2017 auf den Markt. Daraufhin nahm ihn das Plattenlabel Epic Records unter Vertrag, bei dem er in den folgenden Jahren weitere Singles veröffentlichte. In My Bones war 2020 einer der am meisten im Radio gespielten Songs in Deutschland und anderen europäischen Ländern.
Im September 2022 arbeitete Dalton mit dem deutschen DJ Felix Jaehn zusammen. Daraus ging die Chartsingle Call It Love hervor, die sich unter anderem in den deutschen Singlecharts platzieren konnte.

## Diskografie

### Alben
- 2024: Thee Unknown

### Singles
- 2012: So Emotional
- 2017: If You Fall (mit Felix Jaehn)
- 2018: Bass Down
- 2020: In My Bones (AT: Gold)
- 2020: Good Times Hard Times
- 2021: Don’t Make Me Miss You
- 2021: Manila (feat. Alvaro Soler)
- 2022: The Best Is Yet To Come
- 2022: Call It Love (mit Felix Jaehn)
- 2023: Do It Again (AT: Gold, #3 der deutschen Single-Trend-Charts am 25. August 2023[14])
- 2024: All We Got (#9 der deutschen Single-Trend-Charts am 12. April 2024[15])

### Gastbeiträge
- 2010: Kingdom Come (Dyno Jamz feat. Ray Dalton)
- 2011: Can’t Hold Us (Macklemore & Ryan Lewis feat. Ray Dalton)
- 2011: Whisper (Camila Recchio feat. Ray Dalton)
- 2012: Need Your Love (Sol feat. Ray Dalton)
- 2014: Visceral (John Mark McMillan feat. Ray Dalton)
- 2015: Don’t Worry (Madcon feat. Ray Dalton)
- 2015: Stronger (Arty feat. Ray Dalton)
- 2022: Better Days (als Teil von Wier)

## Auszeichnungen für Musikverkäufe
| Goldene Schallplatte - Belgien - 2016: für die Single Don’t Worry - 2023: für die Single Call It Love - Dänemark - 2013: für die Single Can’t Hold Us - 2024: für die Single Call It Love - Frankreich - 2016: für die Single Don’t Worry - 2024: für die Single Call It Love - Polen - 2024: für die Single All We Got - 2024: für das Album Thee Unknown Platin-Schallplatte - Neuseeland - 2022: für die Single Don’t Worry - Polen - 2016: für die Single Don’t Worry - 2024: für die Single Do It Again - 2024: für die Single In My Bones - Schweden - 2015: für die Single Don’t Worry - Spanien - 2015: für die Single Don’t Worry - Ungarn - 2024: für die Single Do It Again 3× Goldene Schallplatte - Mexiko - 2015: für die Single Can’t Hold Us | 2× Platin-Schallplatte - Belgien - 2015: für die Single Can’t Hold Us - Polen - 2024: für die Single Call It Love - Schweden - 2013: für die Single Can’t Hold Us - Spanien - 2014: für das Streaming Can’t Hold Us 3× Platin-Schallplatte - Dänemark - 2025: für die Single Don’t Worry - Italien - 2016: für die Single Don’t Worry 4× Platin-Schallplatte - Kanada - 2013: für die Single Can’t Hold Us - Niederlande - 2021: für die Single Can’t Hold Us - Norwegen - 2016: für die Single Don’t Worry - Portugal - 2023: für die Single Can’t Hold Us - Spanien - 2024: für die Single Can’t Hold Us | 5× Platin-Schallplatte - Dänemark - 2014: für das Streaming Can’t Hold Us - Italien - 2019: für die Single Can’t Hold Us 8× Platin-Schallplatte - Neuseeland - 2024: für die Single Can’t Hold Us 13× Platin-Schallplatte - Australien - 2023: für die Single Can’t Hold Us Diamantene Schallplatte - Frankreich - 2015: für die Single Can’t Hold Us - 2024: für die Single In My Bones |

Anmerkung: Auszeichnungen in Ländern aus den Charttabellen bzw. Chartboxen sind in ebendiesen zu finden.
| Land/RegionAuszeichnungen für Musikverkäufe (Land/Region, Auszeichnungen, Verkäufe, Quellen) | Silber  | Gold       | Platin       | Diamant     | Verkäufe   | Quellen                 |
| -------------------------------------------------------------------------------------------- | ------- | ---------- | ------------ | ----------- | ---------- | ----------------------- |
| Australien (ARIA)                                                                            | —       | —          | 13× Platin13 | —           | 910.000    | aria.com.au             |
| Belgien (BRMA)                                                                               | —       | 2× Gold2   | 2× Platin2   | —           | 95.000     | ultratop.be             |
| Dänemark (IFPI)                                                                              | —       | 2× Gold2   | 8× Platin8   | —           | 330.000    | ifpi.dk                 |
| Deutschland (BVMI)                                                                           | —       | 4× Gold4   | 2× Platin2   | —           | 1.450.000  | musikindustrie.de       |
| Frankreich (SNEP)                                                                            | —       | 2× Gold2   | —            | 2× Diamant2 | 749.999    | snepmusique.com         |
| Italien (FIMI)                                                                               | —       | —          | 8× Platin8   | —           | 400.000    | fimi.it                 |
| Kanada (MC)                                                                                  | —       | —          | 4× Platin4   | —           | 320.000    | musiccanada.com         |
| Mexiko (AMPROFON)                                                                            | —       | Gold1      | Platin1      | —           | 90.000     | amprofon.com.mx         |
| Neuseeland (RMNZ)                                                                            | —       | —          | 9× Platin9   | —           | 270.000    | radioscope.co.nz        |
| Niederlande (NVPI)                                                                           | —       | —          | 4× Platin4   | —           | 320.000    | nvpi.nl                 |
| Norwegen (IFPI)                                                                              | —       | —          | 4× Platin4   | —           | 160.000    | ifpi.no                 |
| Österreich (IFPI)                                                                            | —       | 3× Gold3   | 9× Platin9   | —           | 315.000    | ifpi.at                 |
| Polen (ZPAV)                                                                                 | —       | 2× Gold2   | 5× Platin5   | —           | 255.000    | olis.pl                 |
| Portugal (AFP)                                                                               | —       | —          | 4× Platin4   | —           | 40.000     | Einzelnachweise         |
| Schweden (IFPI)                                                                              | —       | —          | 3× Platin3   | —           | 120.000    | sverigetopplistan.se    |
| Schweiz (IFPI)                                                                               | —       | Gold1      | 2× Platin2   | —           | 70.000     | hitparade.ch            |
| Spanien (Promusicae)                                                                         | —       | —          | 7× Platin7   | —           | 280.000    | elportaldemusica.es ES2 |
| Ungarn (MAHASZ)                                                                              | —       | —          | Platin1      | —           | 4.000      | slagerlistak.hu         |
| Vereinigte Staaten (RIAA)                                                                    | —       | —          | —            | Diamant1    | 10.000.000 | riaa.com                |
| Vereinigtes Königreich (BPI)                                                                 | Silber1 | —          | 5× Platin5   | —           | 3.200.000  | bpi.co.uk               |
| Insgesamt                                                                                    | Silber1 | 17× Gold17 | 91× Platin91 | 3× Diamant3 |            |                         |